# 錫安
锡安（希伯来语：ציון，Tzion；英语：Zion），天主教聖經稱為熙雍，一般是指耶路撒冷，有時也用來泛指以色列地。此詞第一次在聖經中的記載是在舊約聖經撒母耳記下5：7，寫作時間距今約有二千五百多年。此名稱的由來是因為耶路撒冷老城南部的錫安山。

## 聖經中的锡安
在聖經中锡安一詞曾出現165次，以下是引述舊約聖經詩篇中，有出現锡安一詞的片段。

- 「我們曾在巴比倫的河邊坐下，一追想錫安就哭了」（詩篇137:1）
- 「因為在那裡，擄掠我們的要我們唱歌，搶奪我們的要我們作樂，說：給我們唱一首錫安歌吧！」（詩篇137:3）
- 「耶路撒冷啊，你要頌讚耶和華！錫安哪，你要讚美你的　神！」（詩篇147:12）

## 錫安主義

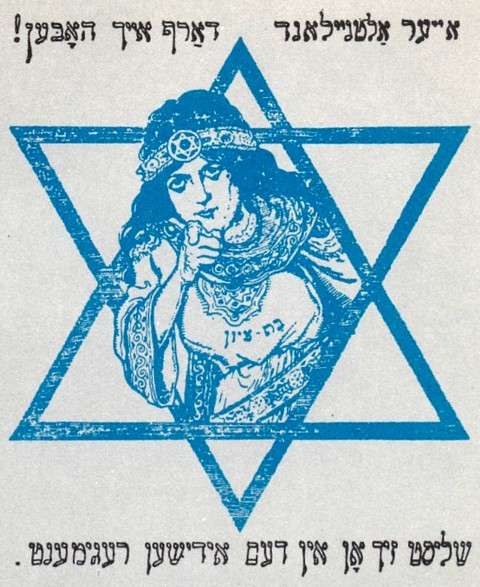
一張第一次世界大戰時的美军征兵海报，图上下两边文字属意第绪语，意为「你的新故土需要你！加入犹太团」

錫安主義也稱為猶太復國主義，是由猶太人發起的一種政治運動，也泛指對猶太人在以色列土地建立家園表示支持的一種意識形態。
錫安主義一詞本為猶太人學生會「卡迪瑪」（Kadimah）建立者、奥地利猶太出版商 Nathan Birnbaum 所創，並首次出現在他於1890年出版的刊物（「自我解放」）當中。維也納記者和劇作家西奧多·赫茨爾發起錫安主義運動，號召全世界猶太人回歸故土，恢復本民族的生活方式。1897年在瑞士的巴塞尔舉行第一次錫安主義代表大會，開始將錫安主義變成一個政治性的運動。後來在1948年依联合国大会181号决议，以色列成為一個獨立的國家。之後錫安主義的焦點轉向為如何保護以色列國及促進其發展。

## 拉斯特法里教中的錫安
拉斯特法里教是1930年在牙買加興起的一個黑人新興宗教運動，在拉斯特法里教中，「錫安」是指一個團結、和平及自由的烏托邦，和代表西方壓迫和剝削制度的邪惡「巴比倫」相對。
拉斯特法里教認為錫安是在非洲的埃塞俄比亞。有些信徒認為他們是以色列人現代的後裔，有一天終將回到「錫安」，也就是非洲。雷鬼樂深受拉斯特法里教影響，因此雷鬼樂曲中有許多以錫安為主題的歌曲。如巴布·馬利的Zion Train、Iron Lion Zion等歌曲。

## 大眾文化
「錫安」一詞也在一些歌曲、電影或小說中出現。如美國歌手蘿倫希爾就有一首歌的歌名為「To Zion」。在電影《駭客任務》中，錫安是一個由人類控制的地下組織。而在科幻小說《神经漫游者》（Neuromancer）中有一個太空站的名稱就叫做錫安。
2011年2月時伊朗政府提出正式聲明，宣稱2012年夏季奥林匹克运动会的會徽類似Zion一字，若倫敦奧運會不更改此「冒犯性」的會徽，伊朗將抵制此次的奥运会，許多伊斯兰教國家也可能會退出倫敦奥运会。